# کیکاووس یکم
کیکاووس یکم با نام عزالدین کیکاووس پسر کیخسرو یکم یکی از سلاطین سلجوقیان روم بین سال‌های ۱۲۱۱ تا ۱۲۲۰ بود. او فرزند ارشد کیخسرو بود.

## جانشینی
پس از مرگ کیخسرو یکم و در ادامه نبرد الشهیر دو برادر جوان‌تر کیکاووس به نام‌های کی‌فریدون ابراهیم و علاءالدین کیقباد بر سر جانشینی با وی رقابت کردند. کی‌قباد در ابتدا حمایت سلطنت‌های مجاور مانند لوون یکم پادشاه پادشاهی ارمنی کیلیکیه و عمویش طغرل‌شاه حاکم ارزروم را به دست آورد. در همان زمان کی‌فریدون با کمک فرانک‌های قبرس بندر آنتالیا را به دست آورد. بسیاری از امیران از به سلطنت رسیدن کیکاووس در ملطیه پشتیبانی می‌کردند. کیکاووس قیصریه و سپس قونیه را تصاحب کرد. کی‌قباد مجبور به فرار شد و به آنکارا رفت جایی که قبایل ترکمن قسطمونی به او کمک کنند. کیکاووس به زودی هر دو برادر را دستگیر و به تاج و تخت رسید. در این مدت کیکاووس با امپراتور بیزانسی ایزنیک تئودور یکم لاسکاریس برای صلح مذاکره کرد. این پیمان پایانی برای خصومت بین سلجوقیان روم و امپراتوری نیقیه بود. هر چند عشایر ترکمن در مرزها مشکلاتی ایجاد می‌کردند.

## مرزهای شرقی و جنگ صلیبی پنجم
با برقراری صلح در آنتالیا، کیکاووس توجه خود را به مرزهای شرقی متمرکز کرد. در طول جنگ صلیبی پنجم با صلح با کیکاووس و نیروهای ایوبیان صلیبیون مجبور به جنگ در دو جبهه شدند.

## فتح سینوپ

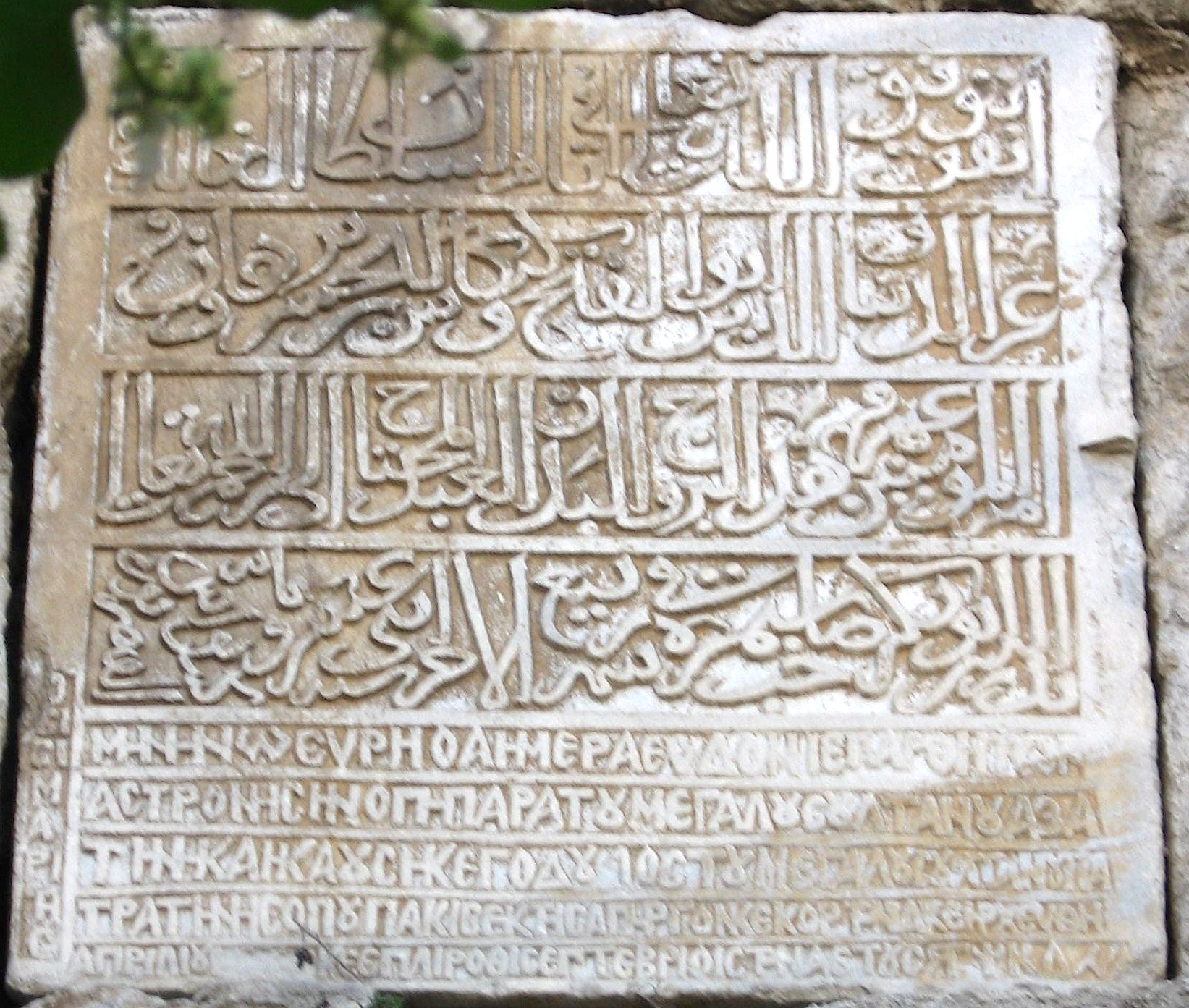
کتیبه کیکاووس یکم به دو زبان عربی و یونانی

مهم‌ترین کار کیکاووس برای دولت سلجوقی به دست آوردن دریای سیاه و بندر سینوپ بود. در سال ۱۲۱۴ قبایل ترکمن آلکسیوس یکی از بزرگان امپراتوری ترابوزان را در حین شکار در خارج از شهر دستگیر کردند. گروگان به پیش سلطان فرستاده شد و او در ازای آزادی خود سینوپ و مناطق وابسته به آن را پیشنهاد داد. سلجوقیان یک گذرگاه در مدیترانه و دریای سیاه به دست آوردند که امپراتوری ترابوزان و امپراتوری نیقیه را از هم جدا می‌کرد. جابجایی با حضور سلطان و امپراتور در ۱ نوامبر اتفاق افتاد و تا آن مدت برای چند روز آلکسیوس سرگرم بود و با احترام به ترابوزان بازگشت.

پس از انتقال تجارت بین اروپایی‌ها و بیزانس در شهرستان ادامه یافت. کیکاووس یک فرد ارمنی را برای اداره جامعه مختلط یونانی و ترکی منصوب کرد. بین آوریل و سپتامبر ۱۲۱۵ دیوارها تحت نظارت معماری یونانی با نام سباستوس بازسازی شد. پانزده تن از امیران سلجوقی به وی کمک کردند. این کار در کتیبه‌ای به جامانده از کیکاووس به دو زبان عربی و یونانی شرح داده شده است.

## آثار تاریخی
در سال ۱۲۱۷ کیکاووس مدرسه صفاییه را در سیواس ساخت. ساختمان به عنوان یک دانشکده پزشکی طراحی شده است. آرامگاه سلطان در ایوان جنوبی ساختمان تحت یک گنبد مخروطی قرار دارد.

## حمایت از زبان فارسی
عزالدین کیکاووس از طرفداران زبان فارسی بود چنانکه دختر حسام‌الدّین سالار که به زبان فارسی شعر می‌سرود شعری را به زبان فارسی در قالب ترکیب‌بند سرود و به دربار عزالدین کیکاووس پادشاه سلجوقیان روم فرستاد. ابن ‌بی‌بی اديب‌ و تاريخ‌نگار ايرانی‌ در کتاب تاریخ خود «الاوامر العلائية فی‌ الامور العلائية» چنین می‌نویسد که کیکاووس نیز در برابر چنین شعر ارزنده‌ای بر هر بیت، صد دینار سرخ صله داد و در مجموع برای ۷۲ بیت، هفت‌هزار و دویست دینار راهی موصل نزد دختر حسام‌الدّین سالار کرد و افزون بر آن، پیک را نیز دوهزار دینار و نیز خلعت و سوار داد.
بخشی از شعر این دختر که نام او فقط به‌عنوان دختر حسام‌الدّین سالار در تاریخ ثبت شده است:
| تا طرۀ آن طرۀ طرار برآمد         |  | بس آه کزین سینۀ غم‌خوار برآمد     |
| بس آه کزین سینۀ غم‌خوار برآمد     |  | در عشق هر آن‌کس که بدین کوی فروشد |
| در عشق هر آن‌کس که بدین کوی فروشد |  | جانش به غم و حسرت و تیمار برآمد  |
| خوبان جهان را همه بازار شکستند   |  | آن روز که او مست به بازار برآمد  |
| شمشاد خجل شد چو ز بستان زمانه    |  | آن قامت چون سرو سمن زار برآمد    |
| شد عارضِ زیباش گل باغ لطافت       |  | کان سوسن نورسته ز گلزار برآمد    |
| ای چرخ مکن قصد به خون ریختن خلق  |  | زیرا که به یک غمزۀ او کار برآمد  |
| ای ماه کنون دمدمۀ حسن تو بنشست   |  | چون کوکبۀ شاه جهاندار برآمد      |
| شاهی به لطافت چو دم عیسی جانبخش  |  | جمشید دوم شاه جوان‌بخت جهان‌بخش    |